# Whitening tandpasta
Whitening tandpasta kan door toevoeging van extra schuurmiddel gele aanslag op tanden verminderen. Hoewel sommige fabrikanten tegendeel beweren, worden tanden er vaak niet aantoonbaar witter van.

## Werking
Whitening tandpasta bevat extra schuurmiddel, waardoor een klein laagje van het tandglazuur wordt weggepoetst. Hoe grover de korrel hoe diepere groeven in het tandglazuur ontstaan. Als het tandglazuur te veel afslijt, laat het glazuur meer licht door, waardoor het gelige tandbeen zichtbaar wordt. In plaats van wittere tanden ontstaan dan juist gelere tanden.

## Inwendige of uitwendige verkleuring
Whitening tandpasta werkt alleen bij uitwendige verkleuringen die kunnen ontstaan door kleurstoffen uit eten, drinken en andere genotmiddelen. Voorbeelden zijn koffieaanslag of aanslag van rode wijn. Inwendige verkleuringen ontstaan bijvoorbeeld door een klap of een val. Inwendige verkleuring kan ook door het verouderingsproces plaatsvinden.

## Gebruik
Gebruik van whitening tandpasta is bij matig gebruik ongevaarlijk. Aangeraden wordt maximaal twee dagen per week (bijvoorbeeld het weekend) whitening tandpasta te gebruiken.